# مکنزی زیگلر

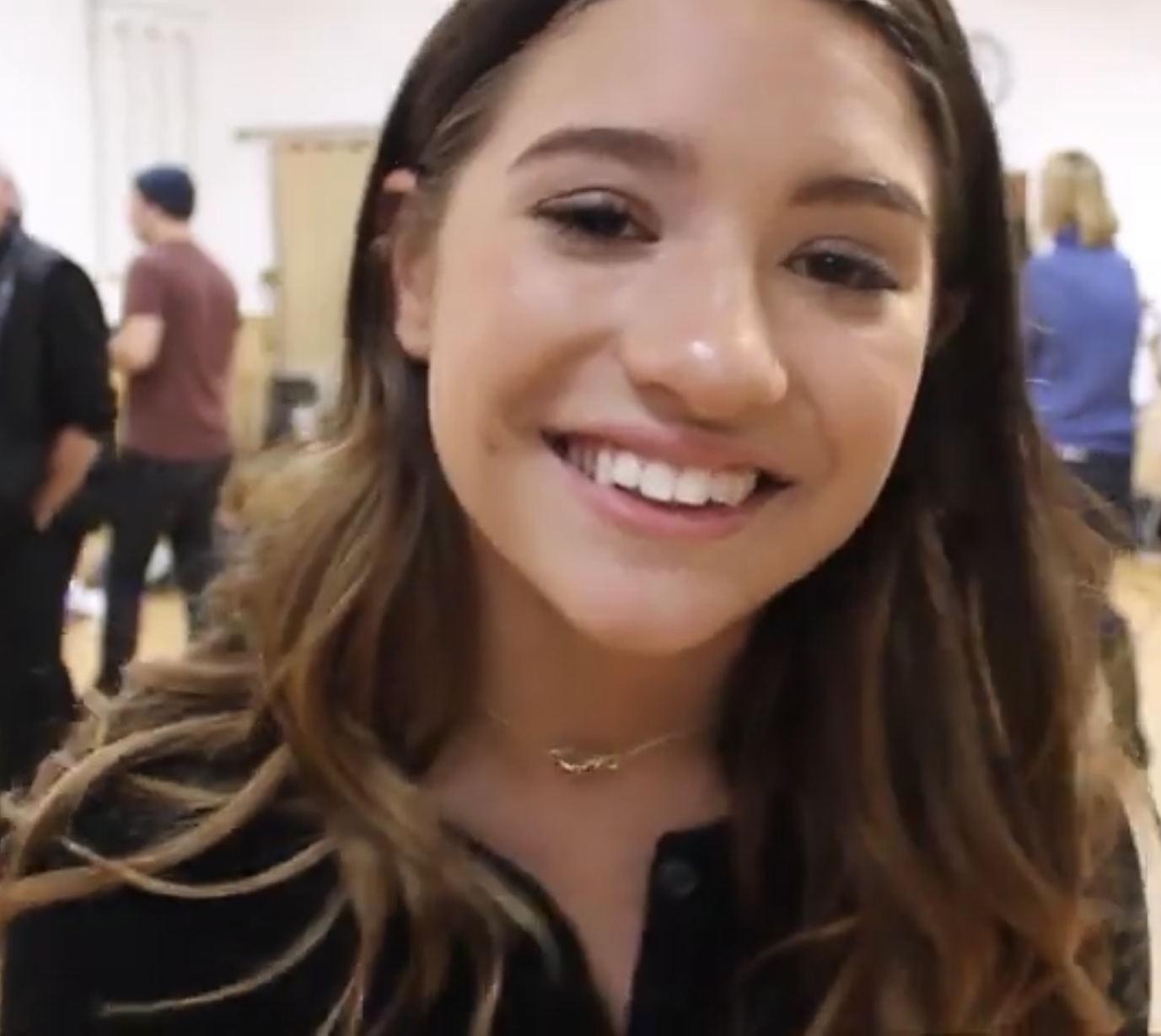
مکنزی زیگلر دسامبر۲۰۱۸

مکنزی زیگلر (به انگلیسی: Mackenzie Ziegler) (زاده ۴ ژوئن ۲۰۰۴)، یک رقصنده، خواننده، بازیگر و مدل آمریکایی است و به مدت شش سال در برنامهٔ تلویزیونی لایف‌تایم با عنوان دنس مامز حضور داشت. او خواهر کوچک مدی زیگلر، رقصنده و بازیگر آمریکایی می‌باشد.

## جوایز و نامزدی‌ها
| سال  | جایزه                  | رده                             | نتیجه    |
| ---- | ---------------------- | ------------------------------- | -------- |
| ۲۰۱۶ | جوایز برگزیده نوجوانان | برگزیده میوزر                   | نامزدشده |
| ۲۰۱۷ | جوایز رقص هنر          | رقصنده محبوب زیر ۱۷ سال         | نامزدشده |
| ۲۰۱۸ | جوایز برگزیده نوجوانان | برگزیده میوزر                   | برنده    |
| ۲۰۱۹ | جوایز برگزیده نوجوانان | برگزیده فشن/ستاره اینترنتی زیبا | نامزدشده |